# Sowina (gromada)
Sowina – dawna gromada, czyli najmniejsza jednostka podziału terytorialnego Polskiej Rzeczypospolitej Ludowej w latach 1954–1972.
Gromady, z gromadzkimi radami narodowymi (GRN) jako organami władzy najniższego stopnia na wsi, funkcjonowały od reformy reorganizującej administrację wiejską przeprowadzonej jesienią 1954 do momentu ich zniesienia z dniem 1 stycznia 1973, tym samym wypierając organizację gminną w latach 1954–1972.
Gromadę Sowina z siedzibą GRN w Sowinie utworzono – jako jedną z 8759 gromad na obszarze Polski – w powiecie jasielskim w woj. rzeszowskim na mocy uchwały nr 22/54 WRN w Rzeszowie z dnia 5 października 1954. W skład jednostki wszedł obszar dotychczasowej gromady Sowina oraz przysiółki Rzeki i Szubienice z dotychczasowej gromady Bieździedza ze zniesionej gminy Kołaczyce w tymże powiecie. Dla gromady ustalono 14 członków gromadzkiej rady narodowej.
1 stycznia 1960 gromadę zniesiono, włączając jej obszar do gromady Kołaczyce w tymże powiecie.

## Prezydium
- przewodniczący – Michał Jachym s. Jana
- zastępca – Władysław Sarnecki
- sekretarz – Jan Jurkowski
- członek prezydium – Jadwiga Jachym
- członek prezydium - Leokadia Liszka.

## Radni gromady
- Michał Jachym („Sowina Górna”),
- Władysław Sarnecki (przysiółek „Kozówka”),
- Jan Jurkowski („Sowina Dolna”),
- Edward Zimny (kierownik szkoły),
- Michał Stasiowski (przysiółek „Kołkówka”),
- Jan Ignarski (przysiółek Przymiarki)
- Antoni Grzebieniowski (przysiółek „Przymiarki”).

## Treść ślubowania
„Ślubuję uroczyście, jako radny Gromadzkiej Rady Narodowej, pracować dla dobra Polskiej Rzeczypospolitej Ludowej, troszczyć się o sprawy ludu pracującego wsi, umacniać jego więź z władzą państwową, nie szczędzić swych sił dla wykonania zadań gminnej rady narodowej”.

## Terytorium
Gromada swoim zasięgiem obejmowała jedynie terytorium wsi Sowina z siedzibą w Domu Ludowym (część pomieszczeń). Jako jedyna wówczas instytucja we wsi posiadała łączność z centralą UPT w Kołaczycach.

## Zakres działania
Zasadnicze zadania polegały na organizacji systemu „samoopodatkowania” mieszkańców zgodnie z ustalonymi celami, jakie określił ustawodawca w celu pozyskania środków na funkcjonowanie wybranych dziedzin i utrzymanie obiektów użyteczności publicznej gromady (w przypadku Sowiny były to: świetlica z biblioteką wiejską, szkoła, Dom Ludowy, drogi gromadzkie, mosty, urządzenia ppoż., jak remiza ze sprzętem). Radni pracowali w komisjach stałych lub doraźnie powołanych. Elementem decyzyjnym było zebranie wiejskie zwoływane przez członków prezydium, na którym omawiano problemy: „warunków gospodarczych, bytowych i kulturalnych (...) rozwoju produkcji rolniczej, upowszechniania wiedzy rolniczej (...) warunków sanitarnych i porządkowych oraz postulatów mieszkańców” Z przebiegu obrad sporządzano protokół do wglądu przez Radę Narodową w Jaśle. W czasie funkcjonowania GRN, nie wybierano sołtysa wsi. Mankamenty w funkcjonowaniu GRN były ujawniane na łamach regionalnej prasy. Dziennik „Nowiny rzeszowskie” pisze: „(...) Największe zaległości posiadają chłopi z tych wsi w których gromady, jako jednostki administracyjne mają ulec likwidacji (...) Są to Lipnica, Sieklówka, Sowina, Zagórze, Żmigród Stary oraz Kamienica Górna”. 1 stycznia 1960 roku Gromada Sowina została rozwiązana m.in. ze względu na niskie wpływy z samo opodatkowania i trudności z utrzymaniem instytucji określonych w zasadniczych zadaniach GRN (większość GRN w Polsce m.in. z tego powodu została rozwiązana) i weszła w skład Gminnej Rady Narodowej w Kołaczycach.